# Sinești (Vâlcea)
Sineşti è un comune della Romania di 2 562 abitanti, ubicato nel distretto di Vâlcea, nella regione storica dell'Oltenia. 
Il comune è formato dall'unione di 6 villaggi: Ciuchești, Dealu Bisericii, Mijlocu, Popești, Sinești, Urzica.